# Mombang Boru (Marancar)
Mombang Boru is een bestuurslaag in het regentschap Tapanuli Selatan van de provincie Noord-Sumatra, Indonesië. Mombang Boru telt 631 inwoners (volkstelling 2010).